# Neotheronia excisa
Neotheronia excisa là một loài tò vò trong họ Ichneumonidae.